# West End Theatre

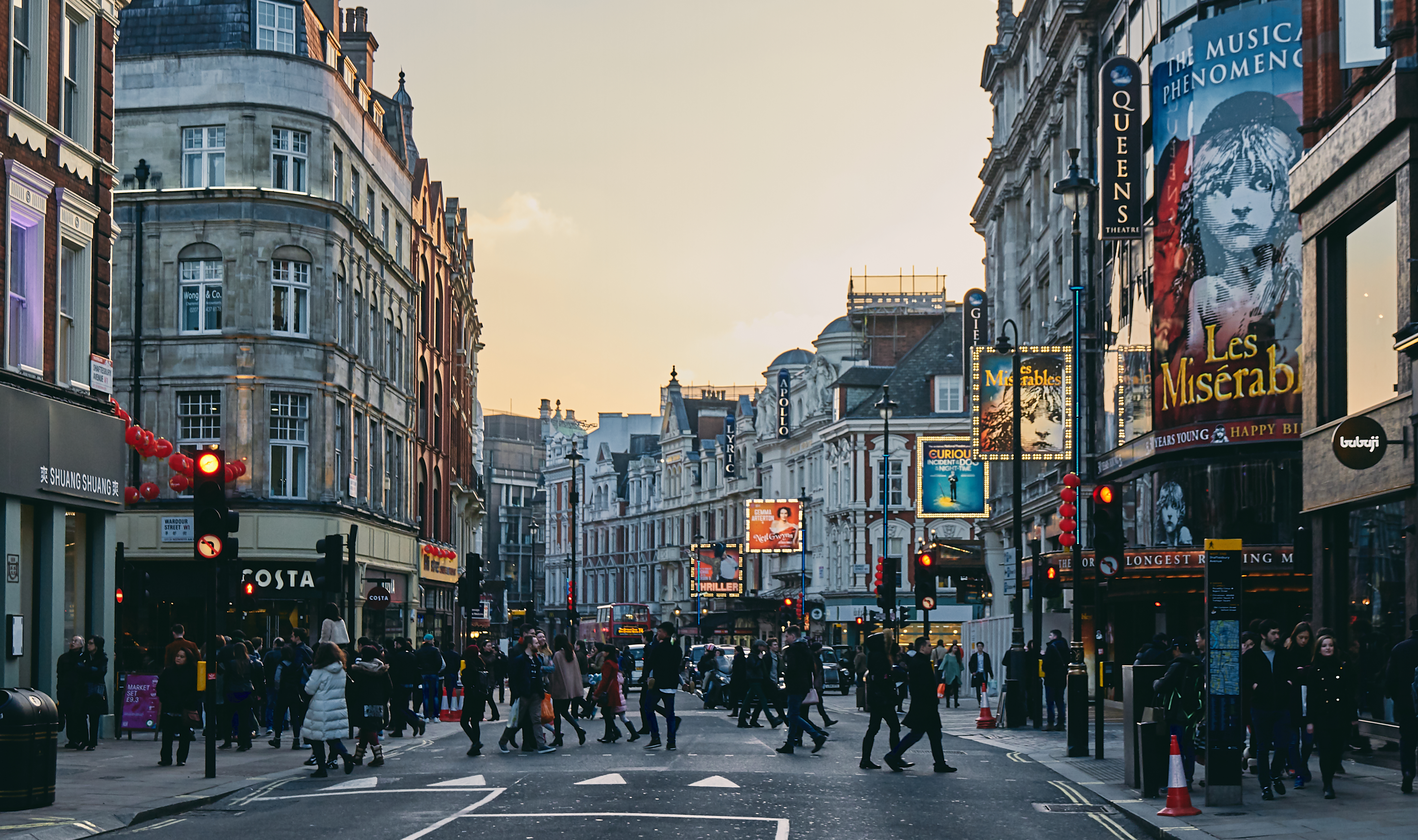
Rue de Londres avec ses théâtres.

West End Theatre (litt. « théâtres du West End ») est un terme anglais désignant collectivement les grands théâtres situés dans le quartier londonien des théâtres appelé West End. C'est l'équivalent britannique de Broadway, quartier des théâtres de New York.
Des années 1880 aux années 1920, de multiples acteurs et actrices françaises gagnent une certaine notoriété dans les productions du West End tels Gaby Deslys, Maurice Froyez et  Gina Palerme.

## Liste des théâtres du West End
| Théâtre                                                            | Capacité (en nombre de places) |
| ------------------------------------------------------------------ | ------------------------------ |
| Adelphi Theatre                                                    | 1500                           |
| Aldwych Theatre                                                    | 1200                           |
| Ambassadors Theatre                                                | 444                            |
| Apollo                                                             | 796                            |
| Apollo Victoria Theatre (en)                                       | 2292                           |
| Arts Theatre (en)                                                  | 350                            |
| Cambridge Theatre (en)                                             | 1231                           |
| Coliseum Theatre ou London Coliseum                                | 2358                           |
| Comedy Theatre (en)                                                | 796                            |
| Criterion Theatre                                                  | 588                            |
| Dominion Theatre                                                   | 2163                           |
| Duchess Theatre (en)                                               | 479                            |
| Duke of York's Theatre (en)                                        | 640                            |
| Fortune Theatre (en)                                               | 432                            |
| Gielgud Theatre (en)                                               | 937                            |
| Her Majesty's Theatre                                              | 1216                           |
| London Palladium                                                   | 2286                           |
| Lyceum Theatre                                                     | 2100                           |
| Lyric Theatre                                                      | 967                            |
| Gillian Lynne Theatre (en) (ex New London Theatre)                 | 1100                           |
| Noël Coward Theatre (en)                                           | 872                            |
| Novello Theatre (en)                                               | 1050                           |
| Palace Theatre                                                     | 1400                           |
| Peacock Theatre                                                    | 999                            |
| Piccadilly Theatre                                                 | 1232                           |
| Phoenix Theatre (en)                                               | 1012                           |
| Playhouse Theatre                                                  | 786                            |
| Prince Edward Theatre                                              | 1618                           |
| Prince of Wales Theatre                                            | 1160                           |
| Royal Opera House                                                  | 2268                           |
| Savoy Theatre                                                      | 1150                           |
| Shaftesbury Theatre                                                | 1400                           |
| St Martin's Theatre (en)                                           | 550                            |
| Theatre Royal Haymarket                                            | 888                            |
| Théâtre de Drury Lane                                              | 2196                           |
| Trafalgar Theatre (en) ou Trafalgar Studios (ex Whitehall Theatre) | 380                            |
| Vaudeville Theatre (en)                                            | 690                            |
| Victoria Palace Theatre (en)                                       | 1550                           |
| Wyndham's Theatre (en)                                             | 759                            |